# Чурбанов, Юрий Михайлович
Ю́рий Миха́йлович Чурба́нов (11 ноября 1936, Москва, РСФСР, СССР — 7 октября 2013, Москва, Россия) — советский государственный деятель, генерал-полковник (1981; лишён звания в 1988), первый заместитель министра внутренних дел СССР (1980—1984). Зять Генерального секретаря ЦК КПСС Л. И. Брежнева.

## Биография
Родился 11 ноября 1936 года в городе Москве в семье служащих. Отец, член КПСС с 1931 года, работал на различных партийных должностях, в том числе председателем Тимирязевского райисполкома Москвы. Кроме Юрия, в семье было ещё двое детей — младший брат Игорь и сестра Светлана.

### Начальный период
Окончил среднюю школу № 706 Ленинградского района города Москвы. После школы, по настоянию отца, поступил в ПТУ, по окончании которого трудился слесарем-сборщиком авиационных узлов на заводе «Знамя труда», правопреемником которого ныне является МиГ. Позже его избрали секретарем комсомольской организации предприятия. Работал инструктором Ленинградского РК ВЛКСМ.
В 1961 году женился на Тамаре Викторовне Вальцеферовой (в этом браке родилось двое детей). В 1964 году окончил философский факультет МГУ им. М. В. Ломоносова (вечерний). С 1964 по 1967 год Юрий Чурбанов на комсомольской работе, работал заведующим отделом ЦК ВЛКСМ.
В органах внутренних дел с 1961 года — работал в политорганах исправительно-трудовых учреждений: инструктор по комсомолу политотдела Главного управления ИТУ МВД РСФСР, помощник начальника политотдела управления ИТУ УВД Московского облисполкома. С 1967 года служил в системе МВД СССР. С 1967 года по 1971 год — заместитель начальника политотдела Главного управления исправительно-трудовых учреждений МВД СССР (подполковник внутренней службы).

### Карьерный взлёт
В январе 1971 года в ресторане Московского дома архитектора, куда он со своим сослуживцем пришёл отметить Старый Новый год, знакомится с 41-летней дочерью Генерального секретаря ЦК КПСС Галиной Леонидовной Брежневой.
Чурбанов пригласил Галину на танец, потом она сама пригласила Чурбанова на свидание. Через неделю их бурного романа Галина привезла подполковника домой и познакомила с папой. Леониду Ильичу, уставшему от экстравагантных любовных похождений дочери, Чурбанов понравился. Генсек одобрил свадьбу. Чурбанов развёлся с первой женой и в том же году женился на Галине. После этого брака карьера Чурбанова резко пошла вверх, а в народе появилась поговорка «Не имей сто баранов, а женись, как Чурбанов».
С 1971 по 1975 годы — заместитель начальника Политического управления внутренних войск МВД СССР, с 1975 по 1977 год — начальник Политического управления внутренних войск МВД СССР, с 1977 по 1980 год — заместитель министра внутренних дел СССР. В феврале 1980 года становится первым заместителем министра внутренних дел СССР. Награждается Государственной премией СССР за обеспечение порядка во время проведения Олимпиады в Москве в 1980 году. В 1981 году присваивается звание генерал-полковник.
Член Центральной ревизионной комиссии КПСС (1976—1981), кандидат в члены ЦК КПСС (1981—1986). Был депутатом Верховного Совета РСФСР.
После знакомства с Брежневой стал вместе с ней злоупотреблять спиртным, однако единого мнения кто именно пристрастил к горячительному — он ее или она его — нет. Знакомые каждой стороны указывают на противоположную сторону. Едины только в одном, выпивать стал значительно больше.
В. Казначеев вспоминал, как, будучи на Ставрополье, Чурбанов, находясь в нетрезвом состоянии, заявил, что «на дне его рождения Леонид Ильич (Брежнев) сказал, что собирается написать завещание в его пользу. Так что скоро он, Юрий Михайлович, станет Генеральным секретарём ЦК КПСС».
10 ноября 1982 умер Брежнев. Генеральным секретарем ЦК КПСС стал Юрий Андропов, который инициирует ряд «антикоррупционных дел» против ближнего круга Брежнева и против своего старого противника — непосредственного начальника Чурбанова министра внутренних дел СССР Николая Щёлокова, покончившего с собой 13 декабря 1984 года.

### Уголовное преследование
15 ноября 1982 года Чурбанова пригласил Юрий Андропов и сказал: «Пока я жив, тебя и твою семью никто не тронет». Так и было, но уже в ноябре 1984 года, в период правления К. У. Черненко, Чурбанов был снят с должности первого заместителя министра и назначен, со значительным понижением, на должность заместителя начальника Главного управления внутренних войск МВД СССР, а летом 1986 года отправлен в отставку с формулировкой «по выслуге лет».
В это же время за ним было установлено наружное наблюдение и он становится фигурантом так называемого «хлопкового дела» или «узбекского дела».
Каракозов и Гдлян не скрывали, что судить будут не меня, что это будет процесс над бывшим Генеральным секретарём ЦК КПСС, над его памятью. Вот этому и было всё подчинено. Гдлян откровенничал: «Если бы вы не были зятем, вы бы нас не интересовали». Каракозов говорил то же самое.
Ю. М. Чурбанов. «Мой тесть Леонид Брежнев»
14 января 1987 года Чурбанов был арестован по подозрению в коррупции по так называемому «Узбекскому делу» и исключён из рядов КПСС, в которой состоял около 25 лет. В ходе обыска на его даче, куда следственная группа выехала с отбойными молотками и перевернула буквально всё, был изъят только мраморный бюст самого Чурбанова, а у его сестры нашли около 40 золотых украшений, которые тоже приобщили к делу.
Первоначально Чурбанов отрицал свою вину, но после встречи в СИЗО с председателем КГБ СССР В. M. Чебриковым и его слов: «Юра, правила ты знаешь. И понимаешь, что без решения политбюро тебя арестовать не могли. А оно, как известно, не ошибается…» и угроз следователей — подвести его под высшую меру наказания, признал, в ходе следствия, три эпизода — тюбетейку и халат с золотым шитьём, кофейный сервиз и главное — взятку в 90 тысяч рублей (из первоначальных полутора миллионов). На суде своей вины не признал, а на предварительном следствии оговорил себя.
После судебного процесса, который проходил с 5 сентября по 30 декабря 1988 года, был приговорён Военной коллегией Верховного Суда СССР к 12 годам лишения свободы с конфискацией имущества. После ареста, до суда, был лишён воинского звания генерал-полковник. По решению суда, был лишён государственных наград СССР (в том числе ордена Красного Знамени и Красной Звезды).
Я хорошо помню, как нагнетались страсти вокруг Чурбанова. Каракозов со мной советовался, идти на арест или нет. Я сказал, что, по-моему, это будет ошибочное решение — там больше политической ангажированности и конъюнктуры, чем реальной вины...
Из интервью бывшего следователя по особо важным делам при Генеральном прокуроре СССР Владимира Калиниченко газете «Бульвар» (2004 г.).
Отбывал наказание с 1989 года по август 1993 года в ИТК УЩ-349/13 в городе Нижний Тагил.
В 1990 году, когда Чурбанов находился ещё в местах лишения свободы, Галина Брежнева подала на развод и раздел имущества, что и было сделано в 1991 году.

### После освобождения
5 июля 1993 года указом Президента Российской Федерации Б.Н. Ельцина Чурбанов был помилован. Через месяц освобождён условно-досрочно, с отменой испытательного срока в три года. Работал в группе компаний "РосШтерн" .
В 1994 году Чурбанов женился в третий раз. Его супругой стала Людмила Васильевна Кузнецова (работала в ректорате Московского университета), дочь генерал-полковника Героя Советского Союза, преподавателя Военной академии ГШ ВС СССР им. Ворошилова Василия Ивановича Кузнецова. Познакомился с ней ещё в молодости, когда был на работе в ЦК ВЛКСМ и состоял в первом браке.
Оказывал помощь лицам, находящимся в заключении. Неоднократно обращался с просьбами о пересмотре своего дела и о реабилитации, в которых ему было отказано. Занимался написанием мемуаров.

### Последние годы
Здоровье, подорванное во время отбывания наказания в исправительной колонии, стало ухудшаться. В 2005 году у Чурбанова случился первый инсульт, в 2008 году — второй. После этого был прикован к постели. Однако по другому мнению именно арест и пребывание в тюрьме продлили ему жизнь, так как до ареста фактически страдал алкоголизмом.
Скончался на 77-м году жизни 7 октября 2013 года после тяжёлой продолжительной болезни. О его смерти большинство общероссийских СМИ сообщило только после похорон.
Похоронен 10 октября 2013 года на Митинском кладбище (участок № 48б).

## Семья
- Первая жена — Тамара Викторовна Вальцеферова (1961—1971)
- Вторая жена — Галина Леонидовна Брежнева (1971—1991)
- Третья жена — Людмила Васильевна Кузнецова (1994—2013), дочь генерал-полковника В. И. Кузнецова

## Оценка
После смерти Чурбанова депутатом Государственной думы РФ Александром Хинштейном был поднят вопрос реабилитации Чурбанова.
Чурбанов сделал очень много … выступал, в частности, нынешний председатель Совета ветеранов МВД России Иван Шилов, который когда-то сменил Чурбанова в кресле первого заместителя министра внутренних дел СССР. — С именем Чурбанова связан очень серьёзный этап в развитии, в становлении МВД. По прошествии времени, когда пелена эмоций спала, сегодня специалисты начинают это признавать. Думаю, исходя из того, что приговор над Чурбановым был во многом политическим: судили не конкретно Чурбанова, а зятя Брежнева — было бы справедливо вернуться к вопросу о реабилитации Чурбанова. Надеюсь, что ветеранская организация этот вопрос поддержит.
А.Е. Хинштейн

## Звания
- Полковник (1971);
- Генерал-майор (1974);
- Генерал-лейтенант (1977);
- Генерал-полковник (1981).

## В кинематографе
- 2008 — Галина — Виктор Запорожский
- 2011 — Охотники за бриллиантами — Владимир Симонов
- 2020 — Катран — Виктор Запорожский